# موزه طراحی ویترا
موزهٔ طراحی ویترا (به آلمانی: Vitra Design Museum) در وایل آم راین (آلمان)، نزدیک بازل (سوئیس)، در ساختمانی که توسط معمار کانادایی فرانک گری طراحی شده، واقع شده است و یکی از مهم‌ترین موزه‌های معماری و طراحی صنعتی در جهان است. این موزه میزبان نمایشگاه‌ها و رویدادهای موقتی در زمینهٔ معماری، طراحی و طراحی مبلمان است. از سال ۱۹۸۹ میلادی، ویترا تولیدکنندهٔ مبلمان سوئیسی، محدودهٔ شرکت خود را در وایل آم راین به یک پارک معماری واقعی تبدیل کرده است که در آن می‌توانید نمونه‌هایی از آثار فرانک گری، زها حدید، نیکولاس گریمشاو، آلوارو سیزا و تادائو آندو را تحسین کنید.